# Amphicoma nikodymi
Amphicoma nikodymi är en skalbaggsart som beskrevs av Keith 2008. Amphicoma nikodymi ingår i släktet Amphicoma och familjen Glaphyridae. Inga underarter finns listade i Catalogue of Life.